# Chirocephalus slovacicus
Chirocephalus slovacicus är en kräftdjursart som beskrevs av Brtek 1971. Chirocephalus slovacicus ingår i släktet Chirocephalus och familjen Chirocephalidae. Inga underarter finns listade i Catalogue of Life.